# José Castulo Zeledón
José Castulo Zeledón (San José, 24 de marzo de 1846 - Turín, 16 de julio de 1923) fue un ornitólogo costarricense.
Era hijo de Manuel Zeledón, gobernador de la provincia de San José. Comenzó a interesarse en las aves a edad temprana, y aprendió ornitología con el médico y naturalista Alexander von Frantzius, mientras estuvo empleado en su farmacia en San José.
Zeledon comenzó coleccionando pájaros locales, y los especímenes eran luego enviados a Jean Cabanis, del Museo de Berlín.
En 1868 Frantzius regresó a Alemania, y en el camino, llevó a Zeledon a Washington, donde éste conoció a Spencer Fullerton Baird, y se convirtió en su ayudante en el Instituto Smithsoniano. Fue allí donde inició una amistad que duraría toda la vida con Robert Ridgway. En 1872 regresó a Costa Rica como zoólogo de la expedición dirigida por William More Gabb. Durante la misma Zeledon realizó la primera colección de aves de la Cordillera de Talamanca.
Zeledón retomó la farmacia de Frantzius, lo que le generó riqueza. Continuó coleccionando aves en su tiempo libre, y donando sus colecciones al Museo Nacional de Costa Rica, fundado principalmente merced a sus esfuerzos. La colección es la principal contribución de Zeledon a la ornitología: contenía muchas especies nuevas, en su mayoría descriptas por otros. También se destacó por asistir a otros ornitólogos durante sus excursiones en Costa Rica.
Zeledón es recordado en varios nombres binomiales de aves, entre ellas Zeledonia coronata y Phyllomyias zeledoni.

## Abreviatura (zoología)
La abreviatura Zeledon  se emplea para indicar a José Castulo Zeledón como autoridad en la descripción y taxonomía en zoología.

- Datos: Q3100580